# Matilda, Countess of Angus
Matilda, 6. Countess of Angus (auch Maud, * vor 1230; † vor 1267) war eine schottische Adlige.

## Leben
Ihr Vater war Maol Choluim, 5. Earl of Angus, ihre Mutter war Mary Maud (geborene Berkeley, 1193–1228). Beim Tod ihres Vaters um das Jahr 1242 beerbte sie ihn als Countess of Angus.
In erster Ehe war sie mit John Comyn, Enkel des William Comyn, Earl of Buchan, verheiratet, der nach der „Chronicle of Melrose“ als Earl of Angus im Jahr 1242 auf einem Feldzug in Frankreich getötet wurde. Aus dieser Ehe stammte ein Sohn, der jedoch im Kindesalter starb.
Die genannte Chronik berichtet weiter, dass sie im Jahr 1243 Gilbert de Umfraville heiratete. Dieser war Gutsherr von Prudhoe und Redesdale in Northumberland, wurde von Zeitgenossen als „bedeutender Baron“ und „beispiellose Zierde für den Norden Englands“ bezeichnet. Iure uxoris auch Earl of Angus wurde er 1244 als „einer der Wichtigsten unter der einflussreichen Personen Schottlands“ bezeichnet, starb aber bereits vor dem 13. März 1245. Aus dieser Ehe stammte ihr Sohn und Erbe Gilbert de Umfraville.
Die dritte Ehe wurde vor dem 26. September 1247 mit Richard of Dover, Lord of Chilham, geschlossen, einem Sohn des unehelichen Königssohn Richard of Chilham. Sie ist durch die Hochzeitsgabe von Heinrich III. (Tiere aus dem königlichen Gehege von Eleham Park) belegt. Aus dieser Ehe gingen ein Sohn (Richard † vor dem 10. Januar 1266) und eine Tochter (Isabel of Chilham) hervor.
Mit verschiedenen Urkunden, undatiert und wahrscheinlich in ihren Witwenzeiten ausgestellt, bestätigte sie die Schenkungen ihrer Vorfahren an das Kloster in Arbroath sowie an die Priester von Kirriemuir.